# Église Saint-Maurice de Coclois
L'église Saint-Maurice est une église située à Coclois, en France.

## Description
Elle est du XVIe siècle, et est bâtie sur un plan rectangulaire pour la nef à trois travées. Le sanctuaire est aussi sur un plan rectangulaire mais plus étroit que la nef.  
Elle a une dalle de Pierre de Marolle, maître d'hôtel ordinaire de François de Luxembourg, seigneur de Frampas, de Chardonnet et d'Ortillon, décédé le 18 juillet 1592 ainsi que de ses deux épouses Marie de Harlus et Guillemette de Bouvot. Un autre tombeau de Guillemette de Marolles, fille de Pierre et son épouse Guillemette Bouvot son épouse et de Gabriel des Réaulx son époux. Il représentait les époux en orants et portait de nombreux blasons, il fut édifié en 1635.   

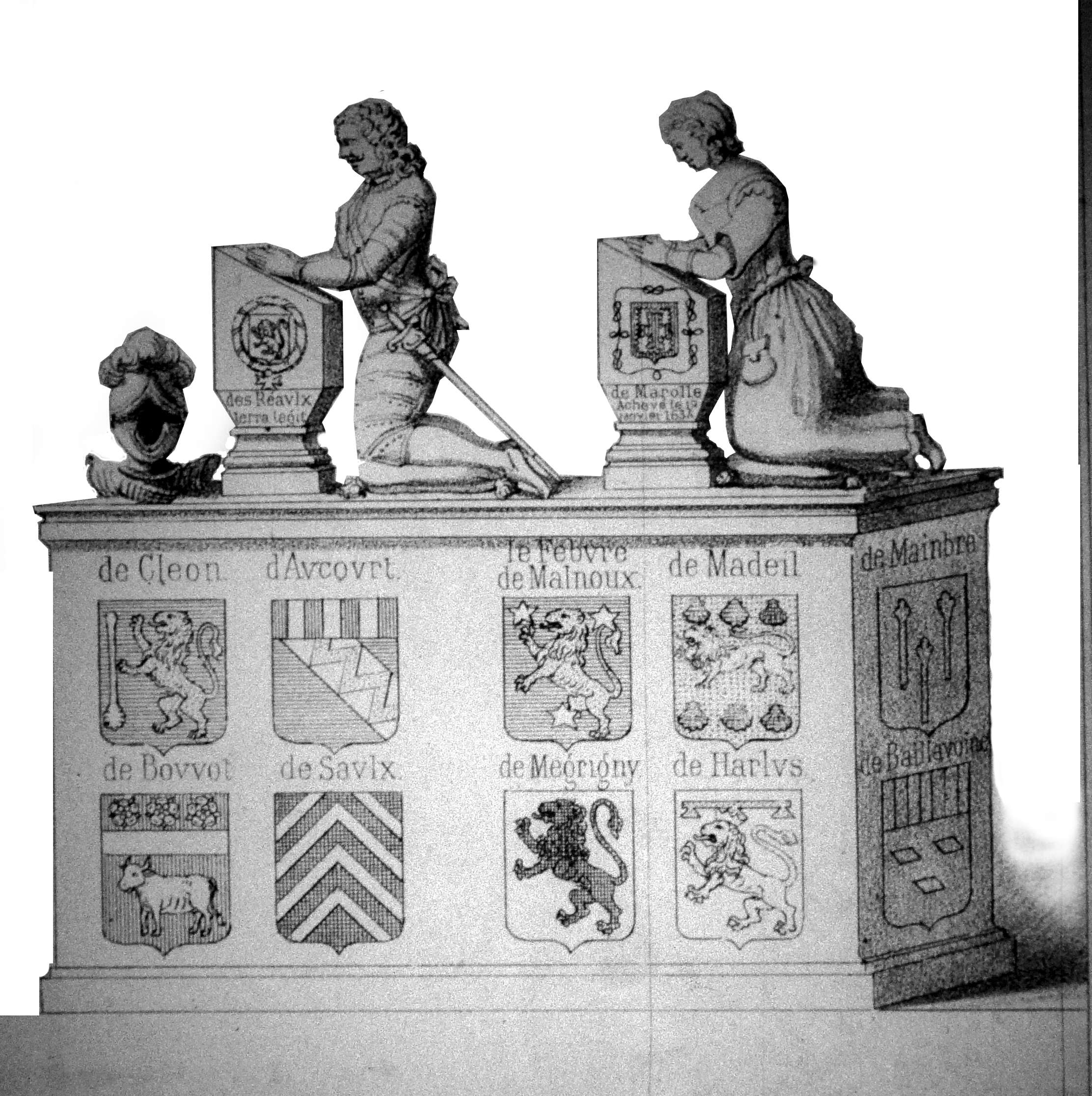

### Mobilier
Deux sarcophages mérovingiens. Des fonts baptismaux octogonaux en calcaire et des verrières qui sont du XVIe siècle.

## Localisation
L'église est située sur la commune de Coclois, dans le département français de l'Aube.

## Historique
La paroisse était une succursale de Nogent-sur-Aube et relevait donc du doyenné de Brienne.
L'édifice est inscrit au titre des monuments historiques en 1926.